# Ridgeway (Carolina del Sud)
Ridgeway és una població dels Estats Units a l'estat de Carolina del Sud. Segons el cens del 2000 tenia 328 habitants.

## Demografia
Segons el cens del 2000, Ridgeway tenia 328 habitants, 138 habitatges i 96 famílies. La densitat de població era de 269,5 habitants/km².
Dels 138 habitatges en un 27,5% hi vivien nens de menys de 18 anys, en un 50% hi vivien parelles casades, en un 18,1% dones solteres, i en un 30,4% no eren unitats familiars. En el 27,5% dels habitatges hi vivien persones soles el 10,9% de les quals corresponia a persones de 65 anys o més que vivien soles. El nombre mitjà de persones vivint en cada habitatge era de 2,38 i el nombre mitjà de persones que vivien en cada família era de 2,91.
Per edats la població es repartia de la següent manera: un 23,5% tenia menys de 18 anys, un 4,6% entre 18 i 24, un 30,5% entre 25 i 44, un 28% de 45 a 60 i un 13,4% 65 anys o més.
L'edat mediana era de 41 anys. Per cada 100 dones de 18 o més anys hi havia 78 homes.
La renda mediana per habitatge era de 36.250 $ i la renda mediana per família de 49.375 $. Els homes tenien una renda mediana de 35.833 $ mentre que les dones 25.469 $. La renda per capita de la població era de 14.884 $. Entorn del 24,1% de les famílies i el 25,3% de la població estaven per davall del llindar de pobresa.

## Poblacions més properes
El següent diagrama mostra les poblacions més properes.